# Julinho (football, 1929)
Pour les articles homonymes, voir Botelho et Julinho.
Júlio Botelho, dit Julinho, né le 29 juillet 1929 à São Paulo et mort le 10 janvier 2003 dans sa ville natale, est un footballeur brésilien.

## Biographie
Au cours de sa carrière, il joue pour quatre clubs, trois clubs brésilien - Portuguesa de Desportos, Fluminense et Palmeiras - un club italien : l'AC Fiorentina en prenant la nationalité italienne. Il dispute avec l'équipe du Brésil la coupe du monde 1954 en Suisse, au cours de laquelle il inscrit deux buts, et la Copa América 1953 où elle termine finaliste.
Une fois à la Fiorentina, il prend une part active dans la conquête du titre de championnat d'Italie en 1956 et participe l'année suivante à la finale de la Coupe des clubs champions européens 1957 perdue face au Real Madrid.
En 1996, il est élu meilleur joueur de l'histoire de la Fiorentina. Il meurt en 2003 à l'âge de 73 ans.

## Palmarès
- En club :
  - Finaliste de la Coupe des clubs champions européens : 1957.
  - Championnat d'Italie : 1956.